# 施汝欽

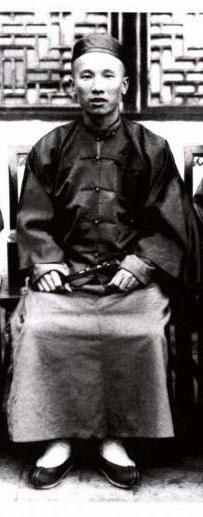
施汝欽

施汝欽（1872年—1926年），字少云，雲南省雲南府昆明縣人，清朝政治人物、同進士出身。
光绪二十年（1894年）举人，二十七年（1901年）京师大学堂肄业，二十九年（1903年）癸卯科進士三甲第94名，官貴州龙里知縣。以盗案忤上官，遂罢归，曾任云南图书博物馆馆长。著述有《醉经庐诗文存》、《志道录》、《古诗源补》、《滇云耆旧传》等。